# پاتی روسو
پاتی روسو (انگلیسی: Patti Russo؛ زادهٔ ۲۰ مهٔ ۱۹۶۴) یک موسیقی‌دان اهل ایالات متحده آمریکا است.